# 예수 출현의 환상론
환상설 (vision hypothesis)은 예수 그리스도의 육체적 부활을 의심하는 이론들 가운데 하나이다. 살아나신 예수를 본것은 환상적 경험이었다고 주장한다.
예수 그리스가 문자적으로 육체가 부활한 것은 기독교인들의 신앙의 핵심이다. 환상설은 모순적이다. 이 이론을 대부분의 기독교인들은 인정하지 않는다. 겔드 루데만과 같은 예수 세미나 회원들이 주장한다.

## 가설
다비드 프리드리히 슈트라우스(1835)는 신약의 기록들을 튀빙겐 학파가 거절한   환상설의 시작이다.  이것은 에르네스트 르낭 (1863)과 Albert Réville (1897)에 의해 발전되었다.  이러한 해석은 후에  "주관적인 환상설"로 분류되었다.
- 가설설
- 도난설
- 역사적인 예수
- 예수의 역사

## 같이 보기
- 역사적 예수
- 예수의 역사적 실존

## 참고 문헌
- Gerd Lüdemann, 예수의 부활 , trans.  존 보우 덴 (미니애폴리스 : 요새 프레스, 1994)
- Alf Ozen과 Gerd Lüdemann, 정말로 예수님에게 일어난 일은 무엇입니까? 부활에 대한 역사적 접근 ' , trans.  John Bowden (Louisville, Kent .: Westminster / John Knox Press, 1995) ISBN 0-664-25647-3

1. ↑  그레고리 W. 도스 역사적 예수 질문 2001 334 "[주] 168 개 판넨 베르그 클래스 모든 함께 시도의 제목 아래"주관적인 시각 가설. "본 연구에서 169, 우리는 다윗의 작업에 예시이 가설을 보았다 페이지 프리드리히 슈트라우스, 스트라우스는 ... "
2. ↑  Rush Rhees 나사렛 예수의 생애 2007년 "이 마지막 설명은 Renan과 Réville에 의한 소위 비전 가설과 관련하여 최근에 되살아났다. 마리아는 무덤을 발견하고 매우 신경질적인 성격을 띠고있다. 그녀는 예수님에 의해 "